# Saint-Georges-de-Longuepierre
Pour les articles homonymes, voir Saint-Georges, Saint Georges (homonymie) et Georges.
Saint-Georges-de-Longuepierre est une ancienne commune du Sud-Ouest de la France située dans le département de la Charente-Maritime, en région Nouvelle-Aquitaine. Ses habitants sont appelés les  Saint-Georgeais et Saint-Georgeaises.
Le 1er janvier 2025, elle fusionne avec Nuaillé-sur-Boutonne pour devenir Rives-de-Boutonne, d'après un arrêté préfectoral du 30 septembre 2024.

## Géographie
Saint-Georges est située à 430 km de Paris, 17 km de Saint-Jean-d'Angély, 4 km d'Aulnay-de-Saintonge, 35 km de Niort, 44 km de Saintes et 65 km de La Rochelle.
Des carrières de pierre calcaire y ont été exploitées et des recherches ont été effectuées dans les années 1970 afin d'évaluer le potentiel de gisements de ciment au nord du village, dans les bois de chêne.
Le projet fut abandonné, officiellement à cause d'un potentiel exploitable, qualitatif et quantitatif inadéquat par rapport aux attentes.
Les principaux hameaux et écarts sont les Hautes Roches et les Basses Roches, Chauvin, la Grande Grigaude et la Petite Grigaude, Bataillé, Coudiou, Massé, Passavent, le Grand Parmeneau et le petit Parmeneau (situés dans les bois).
Le bourg de Saint-Georges mesure 700 m de long entre l'entrée du côté d'Aulnay, jusqu'à la mairie, route de Dampierre. Entre l'entrée du côté du cimetière et la sortie sur la route de Bataillé, le village mesure 410 m.

### Communes limitrophes
| Blanzay-sur-Boutonne   | Dampierre-sur-Boutonne        |        |
| Saint-Pierre-de-l'Isle | Saint-Georges-de-Longuepierre | Aulnay |
|                        | Nuaillé-sur-Boutonne          |        |

## Urbanisme

### Typologie
Au 1er janvier 2024, Saint-Georges-de-Longuepierre est catégorisée commune rurale à habitat très dispersé, selon la nouvelle grille communale de densité à 7 niveaux définie par l'Insee en 2022.
Elle est située hors unité urbaine. Par ailleurs la commune fait partie de l'aire d'attraction de Saint-Jean-d'Angély, dont elle est une commune de la couronne,. Cette aire, qui regroupe 37 communes, est catégorisée dans les aires de moins de 50 000 habitants,.

### Occupation des sols
L'occupation des sols de la commune, telle qu'elle ressort de la base de données européenne d’occupation biophysique des sols Corine Land Cover (CLC), est marquée par l'importance des territoires agricoles (78,6 % en 2018), une proportion sensiblement équivalente à celle de 1990 (78,8 %). La répartition détaillée en 2018 est la suivante : 
terres arables (64 %), forêts (21,4 %), zones agricoles hétérogènes (12,1 %), prairies (2,6 %). L'évolution de l’occupation des sols de la commune et de ses infrastructures peut être observée sur les différentes représentations cartographiques du territoire : la carte de Cassini (XVIIIe siècle), la carte d'état-major (1820-1866) et les cartes ou photos aériennes de l'IGN pour la période actuelle (1950 à aujourd'hui).

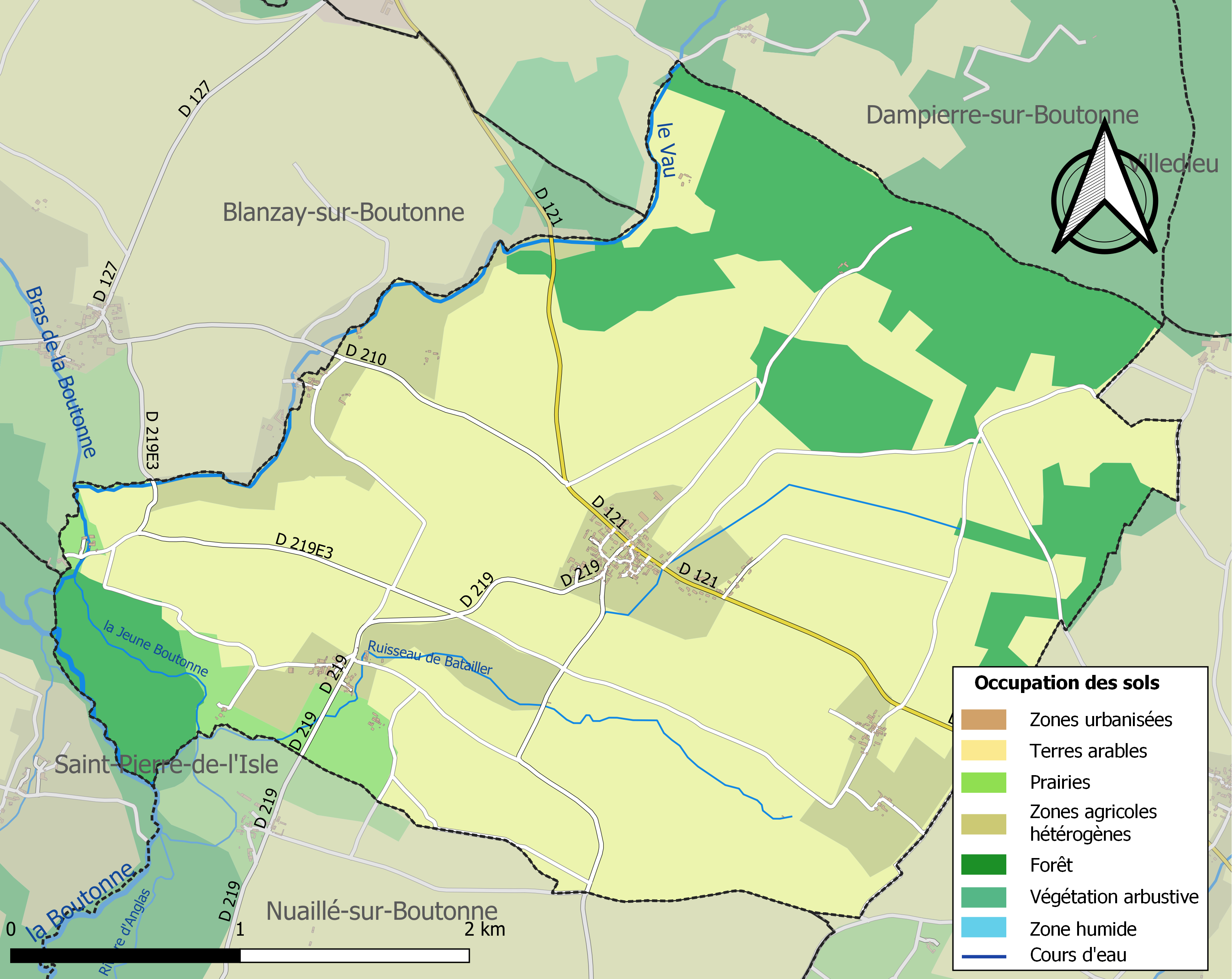
Carte des infrastructures et de l'occupation des sols de la commune en 2018 (CLC).

### Risques majeurs
Le territoire de la commune de Saint-Georges-de-Longuepierre est vulnérable à différents aléas naturels : météorologiques (tempête, orage, neige, grand froid, canicule ou sécheresse), inondations, mouvements de terrains et séisme (sismicité modérée). Il est également exposé à un risque technologique, le transport de matières dangereuses. Un site publié par le BRGM permet d'évaluer simplement et rapidement les risques d'un bien localisé soit par son adresse soit par le numéro de sa parcelle.

#### Risques naturels
Certaines parties du territoire communal sont susceptibles d’être affectées par le risque d’inondation par débordement de cours d'eau, notamment la Boutonne et le Vau. La commune a été reconnue en état de catastrophe naturelle au titre des dommages causés par les inondations et coulées de boue survenues en 1982, 1999 et 2010,.

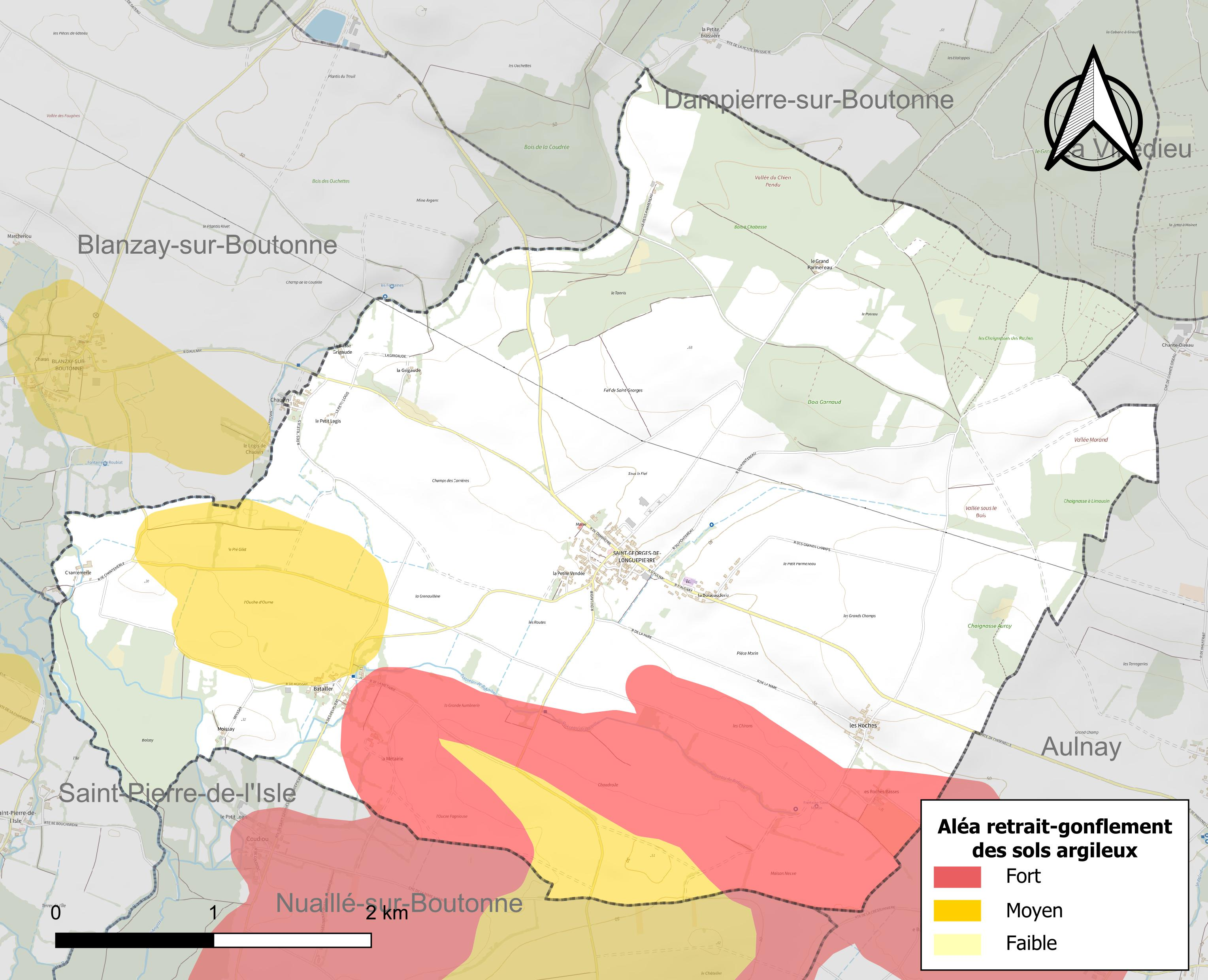
Carte des zones d'aléa retrait-gonflement des sols argileux de Saint-Georges-de-Longuepierre.

Les mouvements de terrains susceptibles de se produire sur la commune sont des tassements différentiels.
Le retrait-gonflement des sols argileux est susceptible d'engendrer des dommages importants aux bâtiments en cas d’alternance de périodes de sécheresse et de pluie. 24 % de la superficie communale est en aléa moyen ou fort (54,2 % au niveau départemental et 48,5 % au niveau national). Sur les 152 bâtiments dénombrés sur la commune en 2019, 20 sont en aléa moyen ou fort, soit 13 %, à comparer aux 57 % au niveau départemental et 54 % au niveau national. Une cartographie de l'exposition du territoire national au retrait gonflement des sols argileux est disponible sur le site du BRGM,.
Par ailleurs, afin de mieux appréhender le risque d’affaissement de terrain, l'inventaire national des cavités souterraines permet de localiser celles situées sur la commune.
Concernant les mouvements de terrains, la commune a été reconnue en état de catastrophe naturelle au titre des dommages causés par des mouvements de terrain en 1999 et 2010.

#### Risques technologiques
Le risque de transport de matières dangereuses sur la commune est lié à sa traversée par une ou des infrastructures routières ou ferroviaires importantes ou la présence d'une canalisation de transport d'hydrocarbures. Un accident se produisant sur de telles infrastructures est susceptible d’avoir des effets graves sur les biens, les personnes ou l'environnement, selon la nature du matériau transporté. Des dispositions d’urbanisme peuvent être préconisées en conséquence.

## Toponymie
Le nom de la commune provient de saint Georges, auquel la paroisse avait été dédiée. Le toponyme de Longuepierre provient de l'époque gallo-romaine. Le village se nommait alors Petra Longua (la pierre longue) car la commune abritait des sortes de grands bancs de pierre.
Saint-Georges-de-Longuepierre fut rebaptisée l'Indivisibilité, ainsi que Longuepierre à la Révolution Française.

## Histoire
Le territoire de Saint-Georges fut déjà occupé au néolithique et l'âge du bronze y a laissé des traces.
De l'important logis du XVIe siècle, ne subsistent que quelques vestiges, ainsi que de l'église romane.
Selon certains auteurs, des traces d'un important site de villas gallo-romaines subsistent, sur la base d'anciennes vues aériennes, en certaines périodes sèches au sud du village, au nord du ruisseau, et à l'est du lieu-dit Bataillé.
De grands bancs de pierre s'étendent sur le territoire de la commune et lui auraient donné son nom. Plusieurs carrières y ont été dénombrées aux XIXe et XXe siècles.
La guerre de 39/45 a fait peu de dégâts dans la commune de Saint-Georges, à l'exception d'un char qui lors de la Libération, victime d'une maladresse ou du blocage accidentel d'une chenille, a mis à terre la façade de l'ancien café.

## Lieux et monuments
(octobre 2023).
 (octobre 2023).
Si vous disposez d'ouvrages ou d'articles de référence ou si vous connaissez des sites web de qualité traitant du thème abordé ici, merci de compléter l'article en donnant les références utiles à sa vérifiabilité et en les liant à la section « Notes et références ».
- Église de style néo-roman : l'église actuelle du 19 e exceptionnellement orientée avec la nef au sud (porte principale du côté nord) et construite sur un plan fortement incliné est dédiée à saint Georges. La statue polychrome de "St Georges terrassant le dragon" est une des pièces les plus remarquables de cette église où le culte est toujours régulièrement célébré.
- Boule Lyonnaise : un terrain de boule lyonnaise a été édifié dans les années 60 sous l'impulsion de l'instituteur d'alors ainsi que sous la conduite dynamique du conseil municipal. Il demeure depuis près de 50 ans, toujours le lieu de pratiques quotidiennes dès les premiers rayons de soleil, ainsi que de concours annuels.
- Entre les Roches et le bourg, vallée de la Fontaine Saint-Martin et un charmant petit ruisseau.
- Lavoirs : l'un détruit, tout comme sa source et les autres, entretenus tant pour la valeur patrimoniale des petits édifices ruraux que pour la valorisation du cadre de vie.

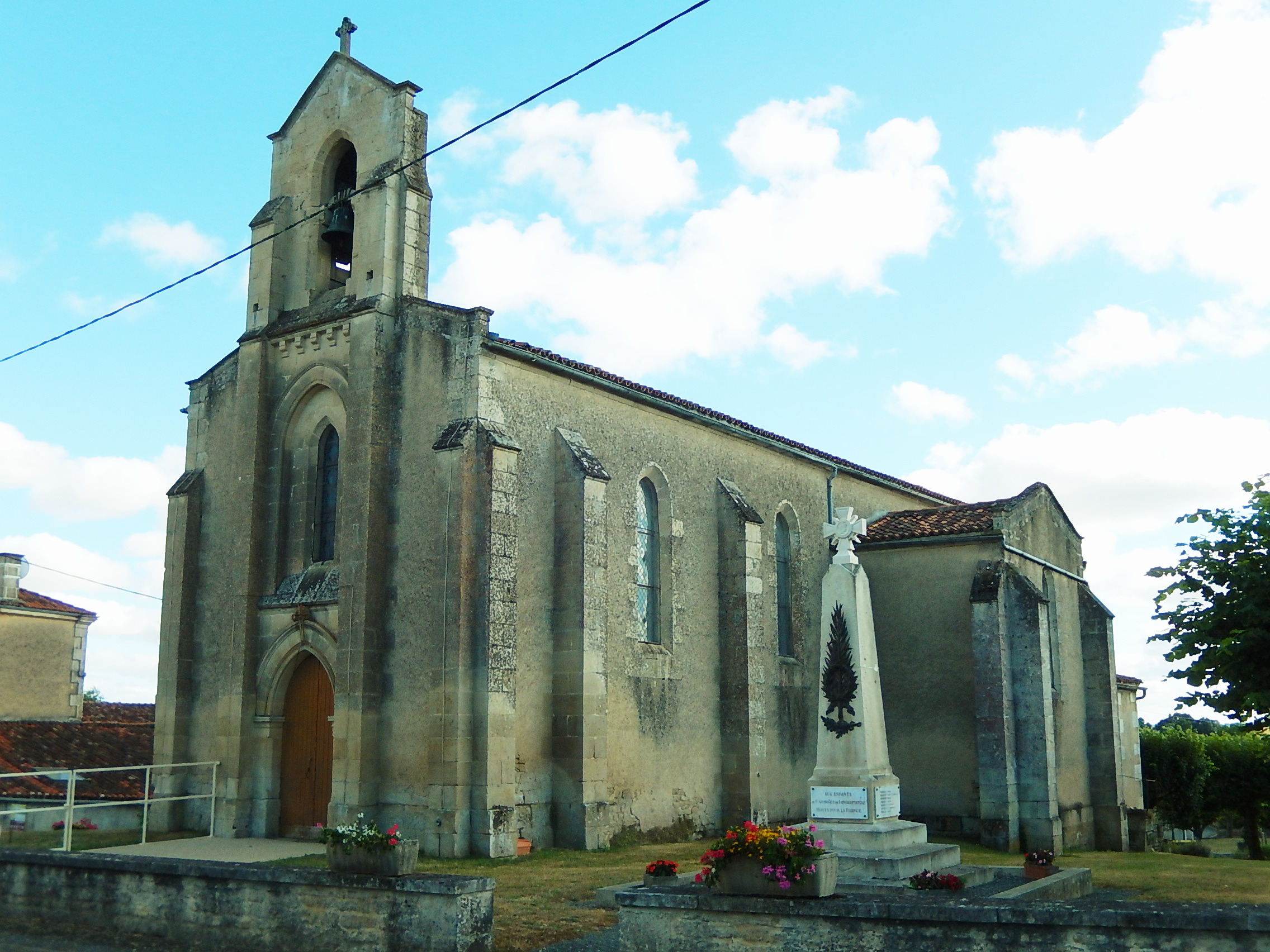
L'église Saint Georges.
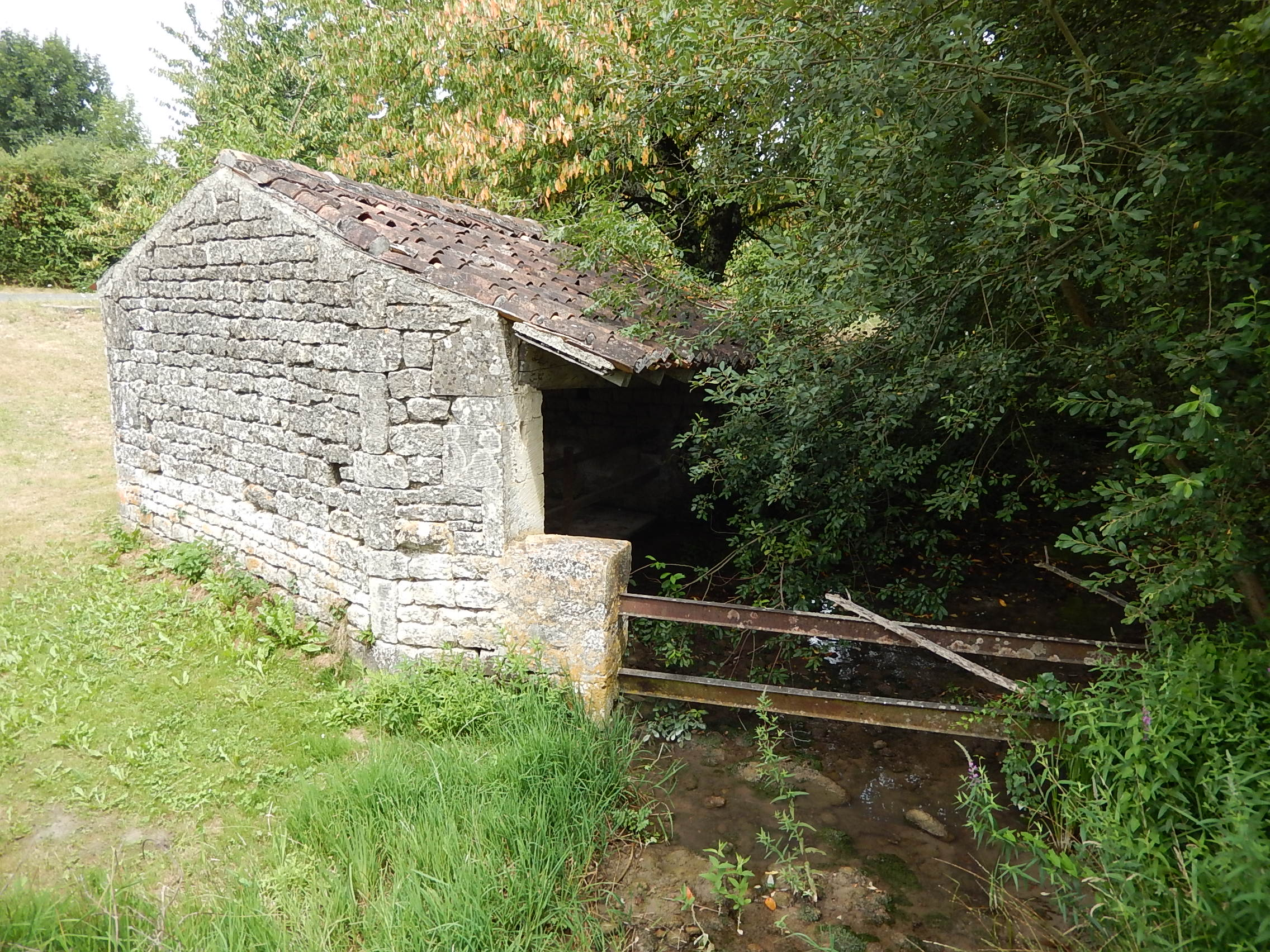
Le lavoir de Bataillé.
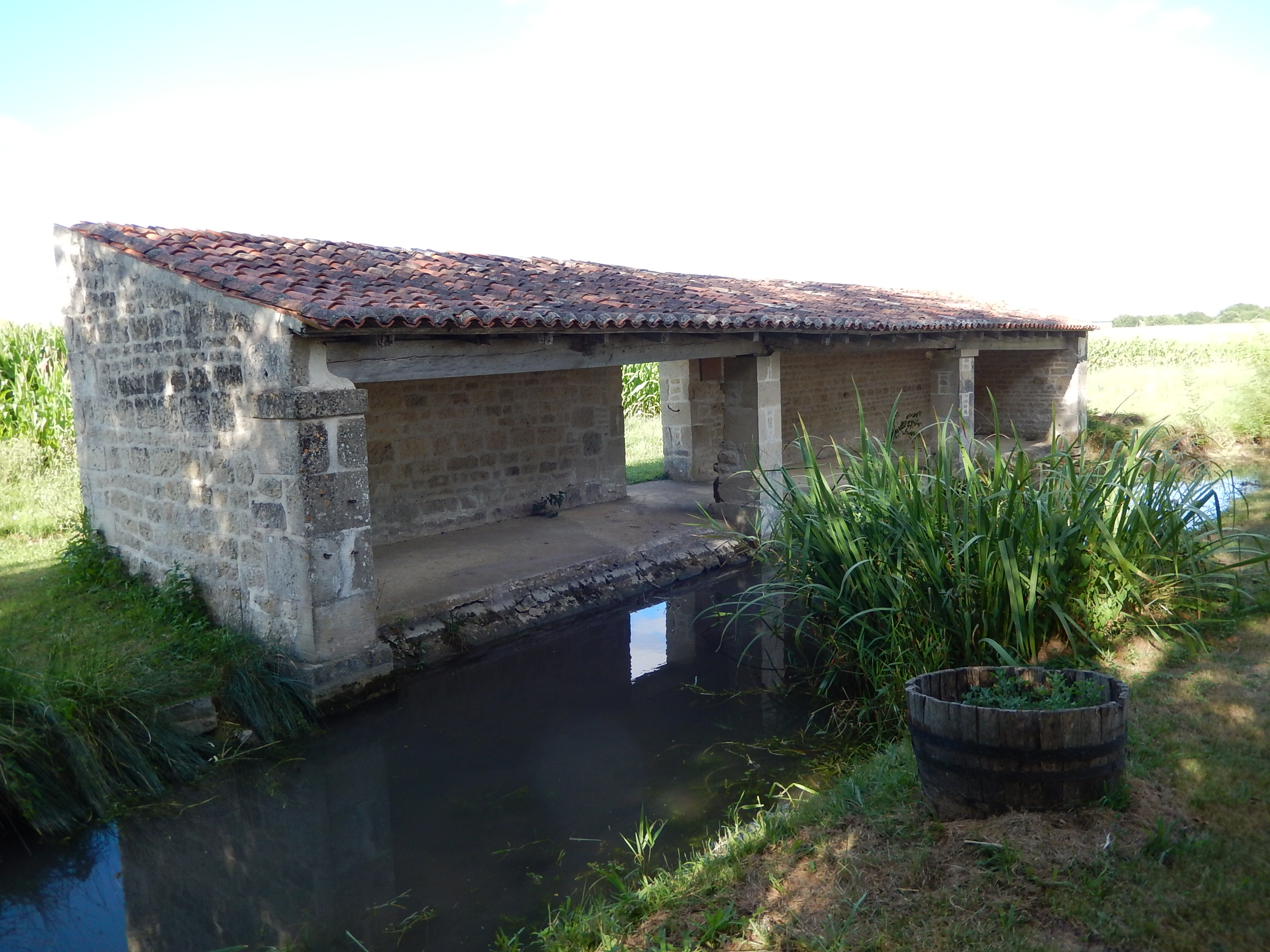
Le lavoir du pont.

## Administration

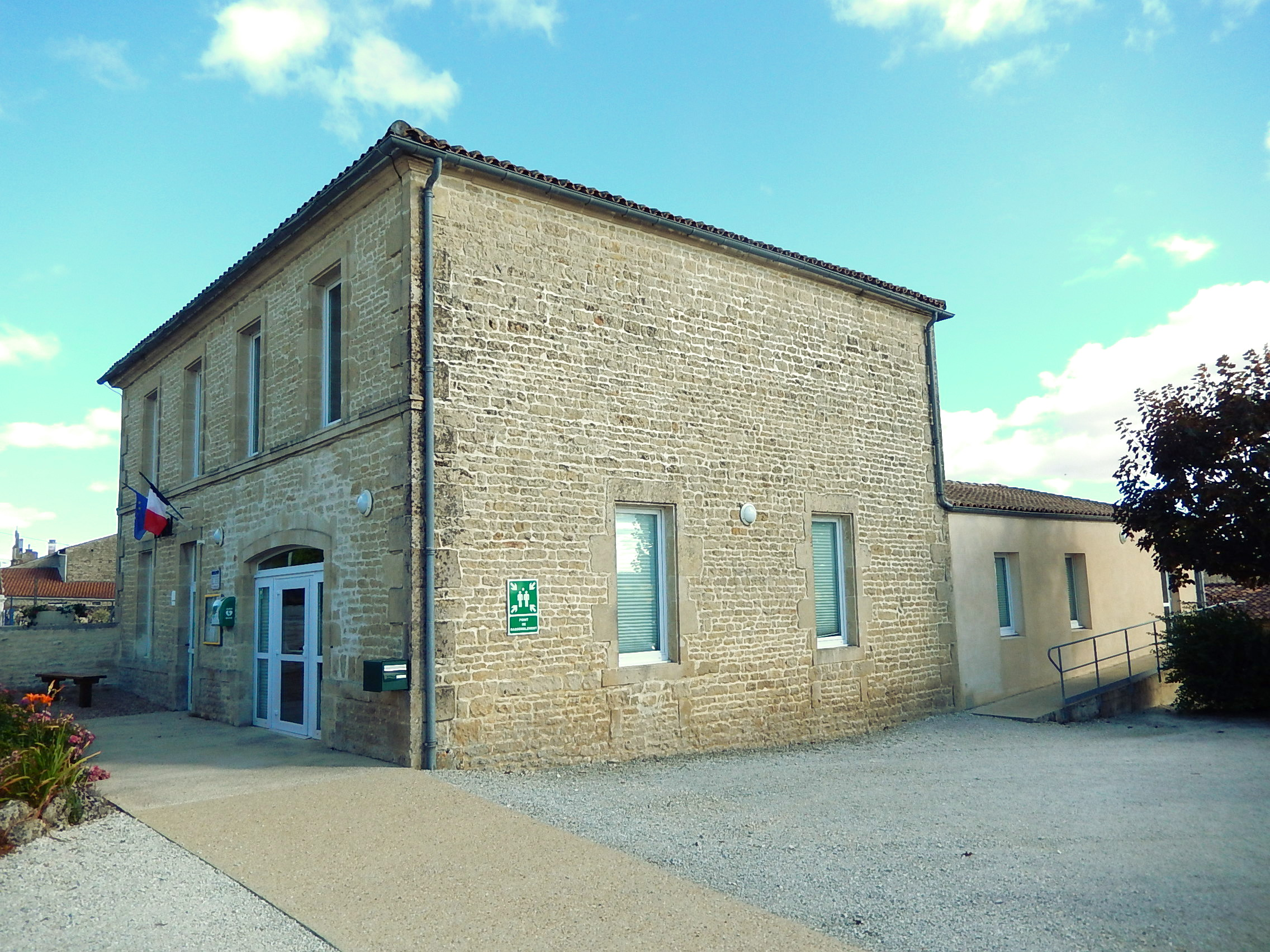
La mairie.

### Liste des maires
| Période                                  | Période  | Identité           | Étiquette            | Qualité          |
| ---------------------------------------- | -------- | ------------------ | -------------------- | ---------------- |
| 2001                                     | 2008     | Philippe Pommeraud |                      |                  |
| 2008                                     | 2012     | Muriel Thepaut     |                      |                  |
| 2014                                     | en cours | Maurice Pineau     | SE puis Reconquête ! | Ancien militaire |
| Les données manquantes sont à compléter. |          |                    |                      |                  |

## Démographie

### Évolution démographique
L'évolution du nombre d'habitants est connue à travers les recensements de la population effectués dans la commune depuis 1793. Pour les communes de moins de 10 000 habitants, une enquête de recensement portant sur toute la population est réalisée tous les cinq ans, les populations de référence des années intermédiaires étant quant à elles estimées par interpolation ou extrapolation. Pour la commune, le premier recensement exhaustif entrant dans le cadre du nouveau dispositif a été réalisé en 2006.

En 2022, la commune comptait 235 habitants, en évolution de +0,86 % par rapport à 2016 (Charente-Maritime : +4,04 %, France hors Mayotte : +2,11 %).
| 1793 | 1800 | 1806 | 1821 | 1831 | 1836 | 1841 | 1846 | 1851 |
| ---- | ---- | ---- | ---- | ---- | ---- | ---- | ---- | ---- |
| 430  | 406  | 409  | 464  | 451  | 475  | 509  | 533  | 502  |

| 1856 | 1861 | 1866 | 1872 | 1876 | 1881 | 1886 | 1891 | 1896 |
| ---- | ---- | ---- | ---- | ---- | ---- | ---- | ---- | ---- |
| 541  | 503  | 510  | 501  | 466  | 458  | 423  | 381  | 357  |

| 1901 | 1906 | 1911 | 1921 | 1926 | 1931 | 1936 | 1946 | 1954 |
| ---- | ---- | ---- | ---- | ---- | ---- | ---- | ---- | ---- |
| 390  | 378  | 356  | 320  | 284  | 292  | 278  | 276  | 276  |

| 1962 | 1968 | 1975 | 1982 | 1990 | 1999 | 2006 | 2011 | 2016 |
| ---- | ---- | ---- | ---- | ---- | ---- | ---- | ---- | ---- |
| 288  | 259  | 232  | 230  | 205  | 217  | 223  | 238  | 233  |

| 2021 | 2022 | - | - | - | - | - | - | - |
| ---- | ---- | - | - | - | - | - | - | - |
| 231  | 235  | - | - | - | - | - | - | - |